# セイカ食品
セイカ食品株式会社（せいかしょくひん Seika Foods）は、鹿児島県鹿児島市西別府町に本社を置く食品卸・食品製造会社。

## 概略
人気の鹿児島名物、南国白くまアイスや1924年（大正13年）より製造の超ロングセラーボンタンアメ、鹿児島原産の黒豚を使用した「黒豚とんかつ、コロッケ」の冷凍食品の製造販売で広く知られているが、会社全体としては菓子・食品卸がメインの企業である。販売地域は主に鹿児島県・宮崎県・沖縄県および熊本県南部（球磨・芦北地域のみ）。
社名の「セイカ」の由来は、前の商号の「鹿児島製菓」（かごしませいか）から来ている。なお文房具メーカー・セイカ（ノート）（現・サンスター文具）、あるいは機械商社・西華産業（せいかさんぎょう）とは何ら関連はない。

## 元祖カップ型・南国白くまアイス
- 1970年代後半から、製造・販売を行う全国区の人気ブランド・カップ型白くまアイスは、細かく削り出されたかき氷を使用してカップに敷き詰め練乳をタップリかけ、上部に小豆、みかん、チェリー、パイン、黄桃を盛り合わせて冷凍加工して作られている。他社の類似カップ型白くま商品にはフルーツの一部をゼリーにして「フルーツ風」に似せて作られている白くまアイスメーカーも存在するが、セイカ食品の標準サイズ・カップ南国白くまは、すべてフルーツを使用している。
- 「南国白熊」の名称・商標は、お菓子の区分でセイカ食品の登録商標（日本商標登録番号第3344366号）である。競合他社から販売されている類似商品は、「南国」部分が無い「白くま」、「しろくま」などの名称で「白くま」アイスを販売している。他に「セイカ白熊」「さつまいも白熊」などの白熊関連商標も所有する。

※標準サイズ・単品販売の内容量150mlの商品成分（2006年7月現在）
- 種類別 - ラクトアイス
- 無脂乳固形分 - 5.0%
- 乳脂肪分 - 1.0%
- 原材料 - 乳製品、果糖ぶどう糖液糖、小豆、みかん、チェリー、パイン、黄桃、甘味料（スクラソース）、着色料（ラック）、酸味料、
- 内容量 - 150ml
- 商品寸法 96mm×45mm

## 沿革
- 1873年（明治6年）- 菓子問屋として松浦屋商店を創業。
- 1919年（大正8年）- 松浦屋商店を改組し、鹿児島菓子株式会社を設立。
- 1925年（大正14年）- ボンタンアメ製造開始[1]。
- 1928年（昭和3年）- 鹿児島製菓株式会社に社名変更。
- 1931年（昭和6年）- 兵六餅の製造を開始。
- 1952年（昭和27年）- 鹿児島市唐湊工場が完成。
- 1957年（昭和32年）- 乳業部を新設、アイスクリーム製造開始。
- 1959年（昭和34年）- セイカ食品株式会社に社名変更。
- 1964年（昭和39年）- 鹿児島市中央町に本社ビルが完成。株式会社セイカコーナー（現・トワ・ベール）を設立。
- 1966年（昭和41年）- 株式会社セイカスポーツセンターを設立。
- 1970年（昭和45年）- 株式会社セイカ宮崎を設立。
- 1971年（昭和46年）- 都城営業所を開設。オークラ製菓株式会社を設立。
- 1972年（昭和47年）- 沖縄営業所を開設。
- 1976年（昭和51年）- 青果市場営業所を開設。
- 1977年（昭和52年）- 鹿屋営業所を開設。
- 1978年（昭和53年）- 川内営業所を開設。セイカコーナーが株式会社トワ・ベールへ社名変更。
- 1979年（昭和54年）- 冷凍食品部を新設。
- 1981年（昭和56年）- 株式会社橋本屋を設立。
- 1989年（平成元年）- 株式会社セイカ隈元を設立。
- 1992年（平成4年）- 本社および菓子物流センターを鹿児島市西別府町に新築移転。大峯興産株式会社を設立。
- 1996年（平成8年）- 株式会社セイカヒューマンリンクスを設立。
- 1997年（平成9年）- 大峯冷凍センターを新築、稼働。
- 1999年（平成11年）- セイカスポーツクラブ（USUKI）を出店。
- 2000年（平成12年）- 株式会社かんしょ利用技術研究所を設立。
- 2002年（平成14年）- セイカスポーツクラブ（SENDAI）を出店。
- 2004年（平成16年）- セイカスポーツクラブ（AMU PLAZA）を出店。
- 2005年（平成17年）- 鳥栖物流センターが稼働。沖縄営業所を那覇市安謝に移転。
- 2007年（平成19年）- 宮若センターを開設。
- 2008年（平成20年）- 福岡営業所を開設。
- 2009年（平成21年）- 株式会社セイカライフサポートを設立。「慈愛の郷」開業。
- 2011年（平成23年）- 福岡営業所を福岡県三井郡大刀洗町に移転。
- 2016年（平成28年）- 宮崎県北諸県郡三股町に宮崎低温物流センターを新築、稼働。
- 2017年（平成29年）- 鹿屋営業所と統合し、都城営業所を開設。鹿児島県日置市に日置工場が完成。乳業製造部を日置工場に移転。
- 2019年（平成31年）- 株式会社山一商会に100％出資。株式会社中陽に出資・資本提携。

## 主な商品

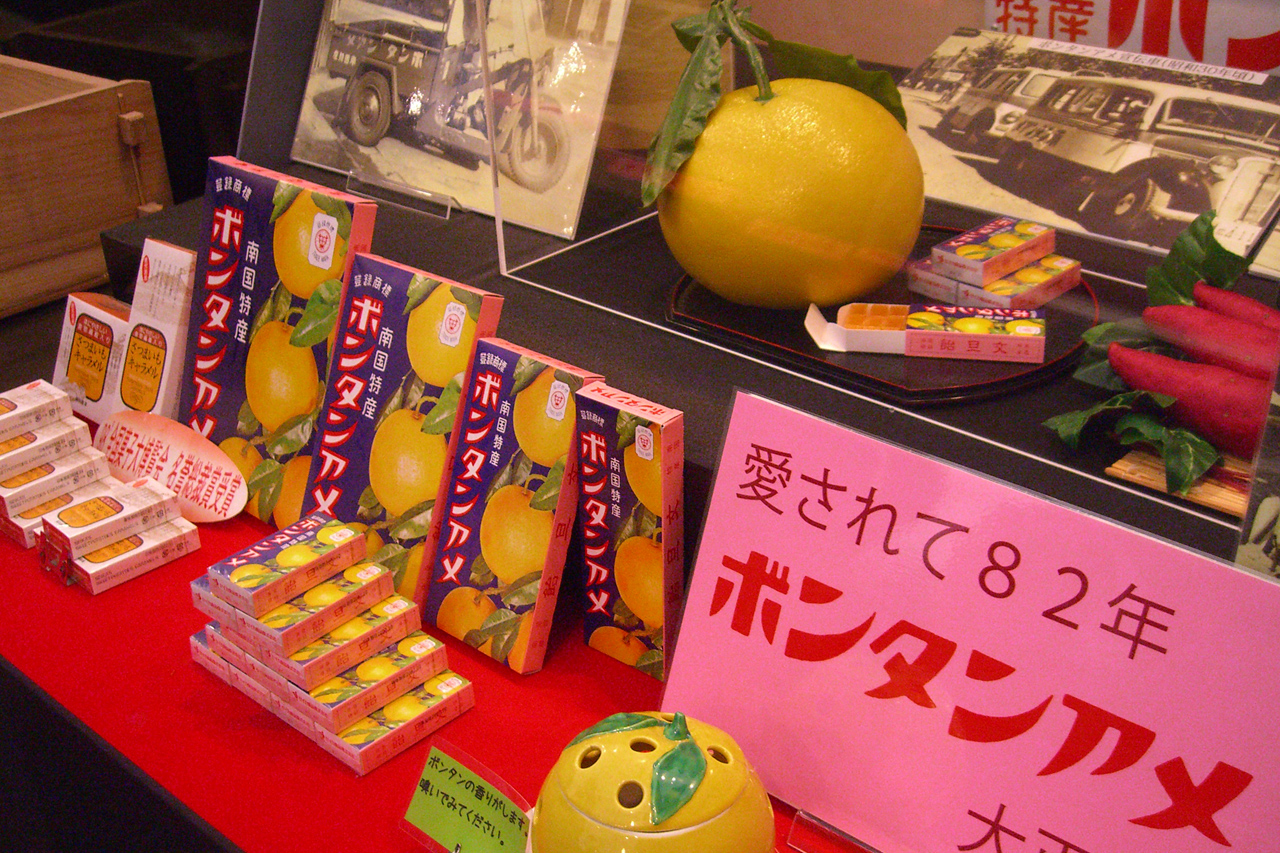
ボンタンアメ

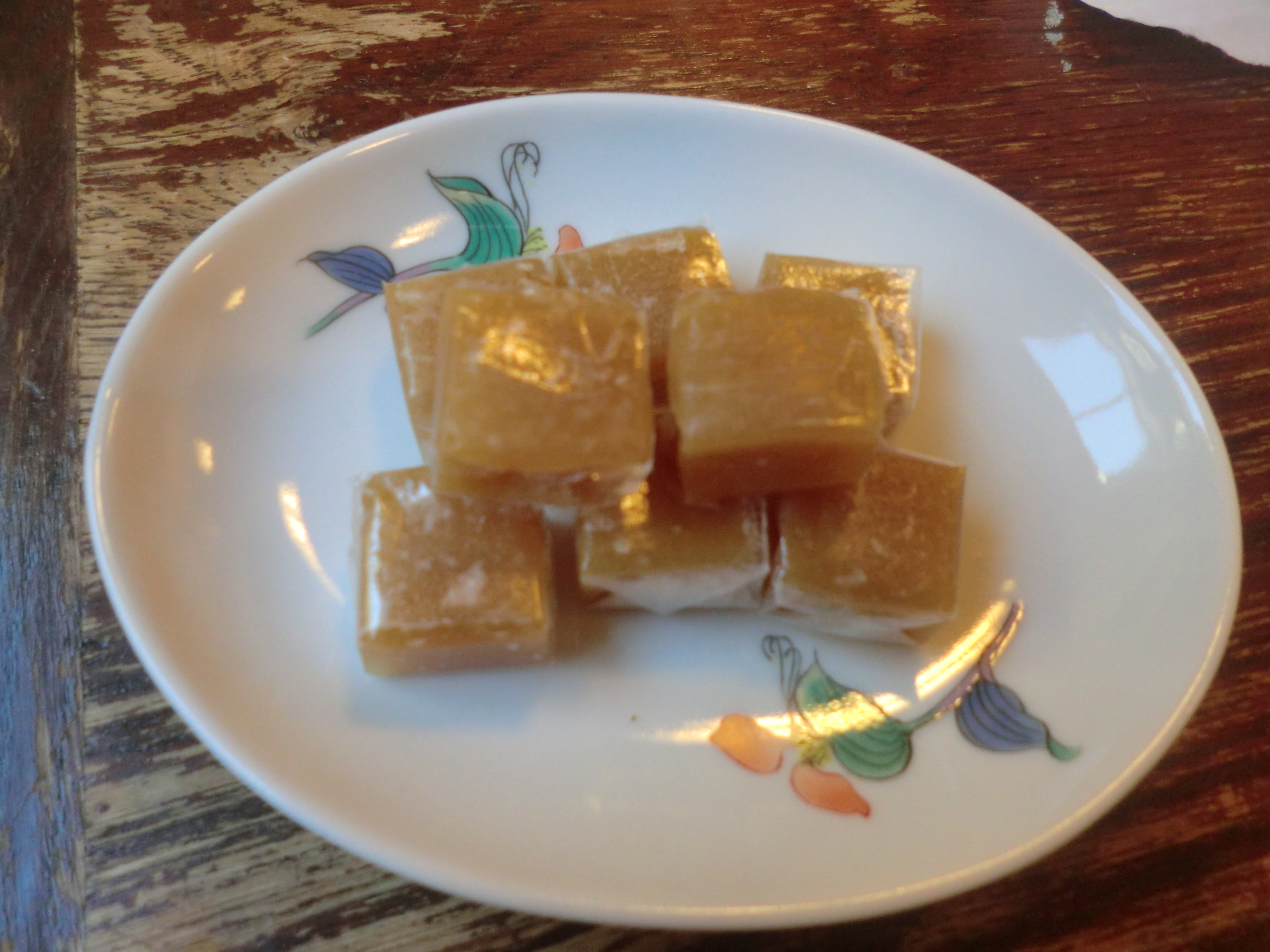
さつまいもキャラメル

- 南国白くま（かき氷カップ）
- ボンタンアメ
- 兵六餅
- さつまいもキャラメル
- アイスクリーム
- パイナップルアメ
- 黒豚とんかつ（冷凍食品）
- 黒豚コロッケ（冷凍食品）

## 本社・工場
本社・大峯低温物流センター
- 鹿児島県鹿児島市西別府町3200番地7号

工場
- 唐湊工場　鹿児島県鹿児島市唐湊四丁目4番5号
- 日置工場　鹿児島県日置市伊集院町下谷口3番地10号

## 営業所
- 川内営業所 - 鹿児島県薩摩川内市上川内町4450番地
- 都城営業所・宮崎低温物流センター - 宮崎県北諸県郡三股町稗田36番10号
- 沖縄営業所 - 沖縄県那覇市安謝620番地187号
- 福岡営業所・大刀洗センター - 福岡県三井郡大刀洗町大字高樋2481番地
- 宮若センター - 福岡県宮若市上有木1183番1号 北部ELC内
- 福岡駐在所
- 大阪駐在所
- 東京駐在所

## 関連会社
- セイカ商事株式会社

- 株式会社セイカ宮崎
- 株式会社セイカ隈元
- 株式会社橋本屋
- オークラ製菓株式会社
- 株式会社中陽
- 株式会社山一商会
- 大峯興産株式会社
- 株式会社トワ・ベール
- 株式会社セイカスポーツセンター
- 株式会社セイカライフサポート